# Sparrow Aviation
Sparrow Aviation (tidigare Flyglinjen) var ett svenskt reguljär-flygbolag.

## Historia
Efter Skyways konkurs startade bolaget Flyglinjen trafik mellan Kristianstad och Arlanda i augusti 2012 med en Fokker 50. I maj 2013 blev investmentbolaget Havossar Holding AB majoritetsägare och två av grundarna lämnade bolaget.
Under sommaruppehållet 2013 beslutades att trafiken mellan Jönköping och Bromma skulle läggas ned samtidigt som bolaget tog in ett jetplan från BMI Regional som operatör i Kristianstad.
Under sommaren 2014 bytte bolaget namn till Sparrow Aviation och i augusti 2014 började bolaget trafikera sträckan mellan Göteborg City Airport och Bromma Stockholm Airport. I januari 2015 var Sparrow Aviation tvungna att lägga ned linjen på grund av Swedavias plötsliga beslut att Göteborg City Airport skulle stängas. Även här användes BMI Regional som operatör och linjen trafikerades med en Embraer ERJ-145. 
I mars 2015 började Sparrow Aviation att flyga mellan Kalmar Airport och Berlin Tegel med upp till fyra avgångar i veckan.  
I oktober 2015 återupptog bolaget trafiken mellan Halmstads flygplats och Stockholm Arlanda samtidigt som en linje tillkom mellan Halmstads flygplats och Berlin Tegel via en kort mellanlandning i Kalmar.  
Trafiken från Halmstad till Arlanda Airport och Kalmar-Berlin Tegel hade sommaruppehåll 2016, men 16 juni meddelades det att man inte återupptar trafiken till hösten.  
Företaget gick i konkurs år 2018.  